# 일레보
일레보(Ilebo)는 콩고 민주 공화국 중부에 위치한 도시로, 행정 구역상으로는 카사이 주에 속한다. 킨샤사와 루붐바시를 연결하는 철도와 페리 노선이 지나간다.
17세기 교역의 중심지로 건설되었으며 벨기에의 식민지 시절에는 포르프랑키(Port-Francqui)라고 부르기도 했다. 콩고 위기 때 파트리스 루뭄바가 모부투 세세 세코가 이끄는 군대에 의해 체포된 곳이기도 하다.